# Wichmannia decorata
Wichmannia decorata är en stekelart som beskrevs av Ruschka 1916. Wichmannia decorata ingår i släktet Wichmannia och familjen finglanssteklar.
Artens utbredningsområde är:
- Algeriet.
- Turkiet.
- Kroatien.
- Slovenien.

Inga underarter finns listade i Catalogue of Life.